# Johan Wilhelm Jozef Bernhard van Schellaert

Familiewapen

Johan Wilhelm Jozef Bernhard van Schellaert, (4 juli 1693 - voor 1744) was een zoon van Johan Albrecht van Schellaert (1670-1754) en Eleonore Magdalena Anna van Metternich vrouwe van Metternich-Niederberg (-1727).
Van Schellaert werd in 1736 Rijksgraaf van Schellard en heer van Geysteren.
Hij trouwde in 1728 met Alexandrine Johanna Baptista Antonette Marie Anna Felicitas van Renesse (19 maart 1700 - ). Zij was de dochter van Frans Hyacinth van Renesse van Elderen en Maria Anna Alexandrina van Hoenbroech-Geul. Uit zijn huwelijk zijn de volgende kinderen geboren:
- Theresia Lambertina van Schellaert (-Düsseldorf, 26 maart 1803)
- Adam Alexander van Schellaert Reichsgraf van Schellard zu Geysteren, Haen und Crapoel en van 1767 tot 1795 heer van Schinnen (Roermond, 22 augustus 1730 - Düsseldorf, 31 januari 1804). Hij trouwde op 2 januari 1762 met Isabella Regina gravin van Hoensbroeck (11 juni 1738 - 1765). Zij was een dochter van Frans Arnold Adriaan Johan Philips (Frans Arnold) van Hoensbroeck markgraaf en graaf van Hoensbroeck, erfmaarschalk van het vorstendom Gelre en de graafschap Zutphen, keizerlijk kamerheer, heer van de vrije heerlijkheid Ruinen en Ruinerwold, drost van het Opper- en Nederambt van Gelre (1696-1759) en Anna Catharina Sofia rijksgravin von Schönborn-Buchheim en Wolfsthal. Uit zijn huwelijk werd 1 kind geboren:
  - Maria Theresia Walpurga Judith van Schellard (1765 - 15 juni 1768). Door onvoorzichtigheid van een dienstbode viel Maria, 3 jaar oud, uit een raam en verdronk in de daaronder gelegen vijver. Zij is de laatste van de Schellaerts die bijgezet werd in de familiegrafkelder te Schinnen.
- Josef Johan van Schellaert

Familiewapen Schellaert van Obbendorf
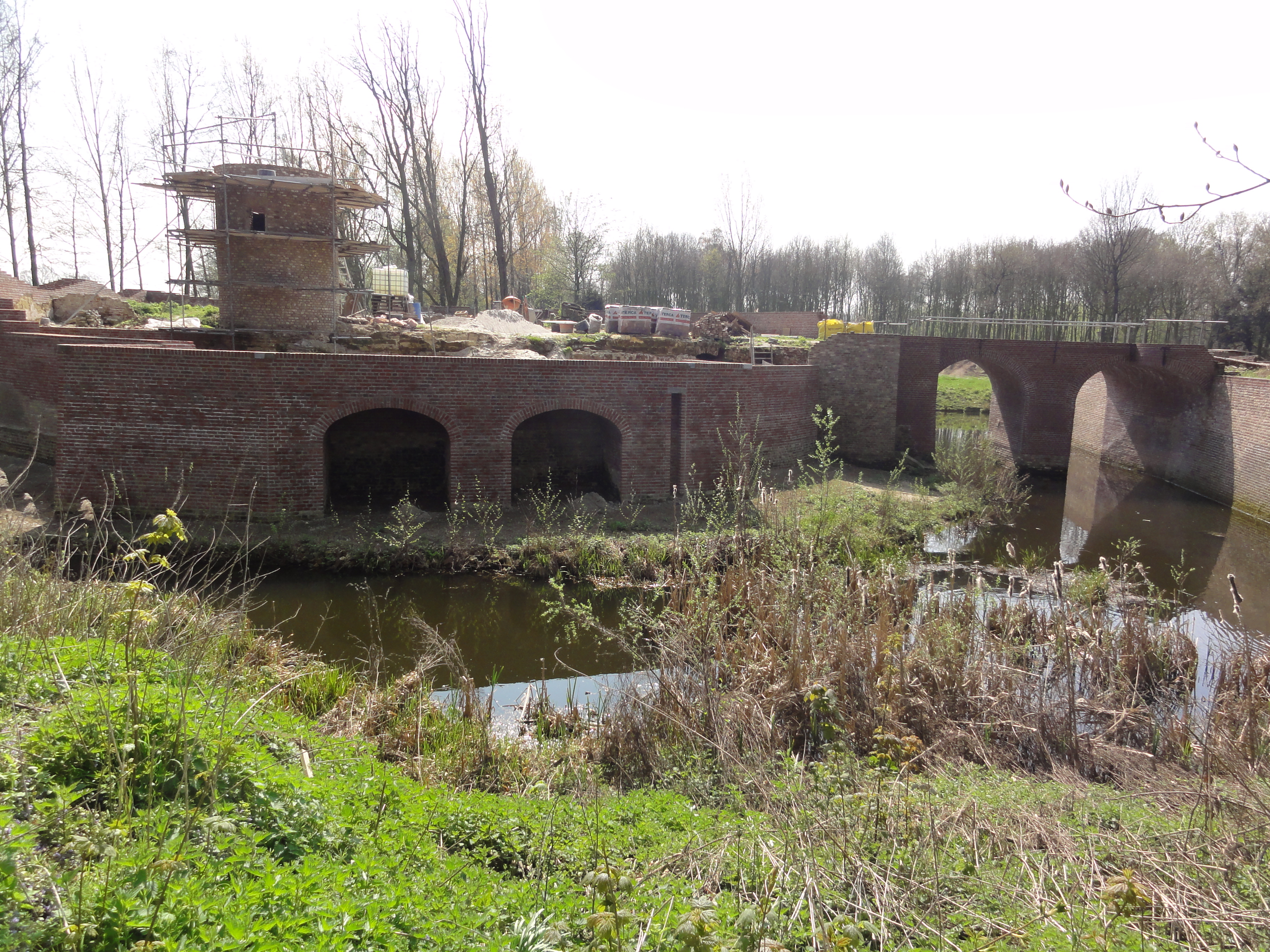
Kasteelruïne Geijsteren toren in restauratie en tweede grachtbrug